# 캡틴 언더팬츠 (영화)
《캡틴 언더팬츠》(영어: Captain Underpants: The First Epic Movie)는 2017년 공개된 미국의 애니메이션 영화로, 데브 필키의 동명 아동 도서 (빰빠라밤! 빤스맨) 시리즈를 원작으로 한다.

## 줄거리
오하이오주 피콰에서 절친이자 옆집 친구인 조지와 해럴드 허친스는 만화책을 만들고, 그들의 최신작은 캡틴 언더팬츠라는 이름의 슈퍼히어로이다. 그들은 제롬 호위츠 초등학교의 4학년생으로, 급우들을 격려하기 위한 지나친 장난으로 인해 잔인한 교장 벤자민 크루프와 갈등을 겪는다. 어느 날, 그들은 급우 멜빈 스니들리의 발명품인 터보 변기 2000을 조작하여 다른 학생들의 기분을 북돋우려 하지만, 크루프 씨는 멜빈의 다른 발명품 중 하나를 사용하여 소년들이 장난치는 모습을 녹화한다. 그는 조지와 해럴드의 우정을 끝내기 위해 그들을 다른 반으로 분리할 준비를 한다.
크루프 씨가 조지와 해럴드를 분리하기 위한 서류에 서명하기 전에, 조지는 시리얼 상자 선물에 들어 있던 3D 최면 반지를 사용하여 크루프 씨에게 최면을 건다. 그들은 크루프 씨에게 캡틴 언더팬츠가 되라고 명령하고, 그는 마을에서 말썽을 일으키게 된다. 그를 트리하우스로 데려간 후, 소년들은 캡틴 언더팬츠에게 물을 뿌리면 크루프 씨로 돌아오고, 손가락을 튕기면 다시 캡틴 언더팬츠가 된다는 것을 발견한다. 크루프 씨가 그들을 분리하는 것을 막기 위해, 그들은 캡틴 언더팬츠에게 크루프 씨가 그의 비밀 정체라고 설득한다. 그의 성격 변화는 학교의 수줍음 많은 점심 담당 직원 이디스의 관심을 끈다.
한편, 똥빤스 교수는 학교의 새로운 과학 교사로 고용되지만, 조지와 해럴드는 그의 폭력적인 행동을 의심한다. 노벨상을 수상한 "사이저레이터"를 발명한 똥빤스는 자신의 이름 때문에 진지하게 받아들여지지 않는 것에 질려 모든 웃음을 없애려 한다. 캡틴 언더팬츠가 교장이 되자 학교는 더욱 활기찬 곳이 되지만, 폭우로 인해 캡틴 언더팬츠는 다시 크루프 씨로 돌아오고, 그는 조지와 해럴드를 공식적으로 다른 반에 배정한다.
똥빤스와 멜빈은 터보 변기 2000을 키우고, 이디스의 독성 남은 음식으로 동력을 공급하여 학교를 공격한다. 똥빤스는 웃음을 유발하는 부분이 없는 멜빈의 뇌를 사용하여 학생들을 둔하고 유머 없는 좀비로 바꾸는 광선을 발사한다. 캡틴 언더팬츠는 그들을 막으려 하지만, 초능력이 없어 독성 폐기물에 던져진다. 조지와 해럴드는 붙잡히지만, 유치원에서 그들을 친구로 만들었던 농담의 힘이 터보 변기 2000을 과부하시켜 아이들을 정상으로 되돌리고 멜빈을 거대한 화장지에 가둔다. 독성 남은 음식은 캡틴 언더팬츠에게 진짜 초능력을 부여하고, 조지와 해럴드의 도움으로 그는 똥빤스를 물리치고 축소시키며, 똥빤스는 벌을 타고 도망친다.
캡틴 언더팬츠를 영원히 통제할 수 없게 된 조지와 해럴드는 최면 반지를 파괴하여 그를 영구적으로 크루프 씨로 되돌리지만, 친구로 남기로 맹세한다. 그러나 크루프 씨가 친구가 있다면 더 착해질 것이라는 것을 깨달은 그들은 크루프 씨와 이디스를 데이트에 보내고, 이로 인해 크루프 씨는 마음을 바꾸고 조지와 해럴드로부터 압수한 만화책을 돌려준다. 한편, 터보 변기 2000에서 나온 독성 폐기물은 폐차장의 변기들을 말하는 변기 군단으로 변모시키고, 그들은 크루프 씨와 이디스가 식사하는 식당을 공격한다. 무심코 손가락을 튕긴 후, 크루프 씨는 이디스의 놀라움과 감탄 속에서 다시 캡틴 언더팬츠로 변신하고, 그는 조지와 해럴드와 함께 날아가 다음 모험에 맞선다.